# Institutionele economie
De institutionele economie is een economische school die is te beschouwen als een aanvulling op de traditionele neoklassieke micro-economie. De neoklassieke micro-economische theorie gaat over de werking van prijzen en markten. Een belangrijke aanvulling van de institutionele economie is dat deze theorie het bestaan van transactie- en informatiekosten in de analyse opneemt en een verklaring geeft voor het ontstaan van overheden, ondernemingen en instituties.
Een belangrijke grondlegger voor de institutionele economie was de Amerikaanse econoom Thorstein Veblen.

## Benaderingen
Binnen de institutionele economie worden drie benaderingen onderscheiden:
- transactiekostentheorie
- eigendomsrechten
- principaal-agenttheorie